# Martinska Ves (żupania sisacko-moslawińska)
Martinska Ves – wieś w Chorwacji, w żupanii sisacko-moslawińskiej, w gminie Martinska Ves. W 2011 roku liczyła 683 mieszkańców.